# Ntrubo
Pour les articles homonymes, voir Delo (homonymie).
Le ntrubo, aussi appelé delo, est une langue gourounsi parlée au Ghana et au Togo.

## Écriture
Au Ghana, le Ghana Institute of Linguistics, Literacy and Bible Translation (en) (GILLBT) a développé un alphabet pour la traduction de la Bible en krache.
| A | B | D | E | Ɛ | F | G | Gb | Gy | H | I | K | Kp | Ky | L | M | N | Ny | Ŋ | Ŋm | O | Ɔ | P | R | S | T | U | W | Y |
| a | b | d | e | ɛ | f | g | gb | gy | h | i | k | kp | ky | l | m | n | ny | ŋ | ŋm | o | ɔ | p | r | s | t | u | w | y |

## Sources
- (en) « GILLBT - Alphabets »(Archive.org • Wikiwix • Archive.is • Google • Que faire ?), sur GILLBT.org, GILLBT, 14 avril 2009